# Петрова, Галина Леонидовна
Гали́на Леони́довна Петро́ва (род. 22 декабря 1956, Тамбов, Тамбовская область, РСФСР, СССР) — советская и российская актриса театра и кино. Заслуженная артистка Российской Федерации (1997).

## Биография
Галина Петрова родилась 22 декабря 1956 года в Тамбове.
После окончания средней школы, в 1974 году, приехала в Москву, подала документы во все театральные училища, но дальше второго отборочного тура нигде не прошла. Потерпев неудачу, устроилась на должность костюмера в Тамбовском драматическом театре, где проработала один год.
В 1975 году поступила на актёрский факультет ГИТИСа (курс Андрея Алексеевича Попова). Будучи студенткой, играла в Московском драматическом театре имени К. С. Станиславского.
В 1979 году, сразу после окончания Государственного института театрального искусства имени А. В. Луначарского (ГИТИСа), принята в труппу Московского государственного театра «Современник». Актриса занята в таких спектаклях театра, как «Ревизор» по одноимённой пьесе Н. В. Гоголя (Марья Антоновна), «Вишнёвый сад» по одноимённой пьесе А. П. Чехова (Шарлотта), «Виндзорские насмешницы» по пьесе «Виндзорские насмешницы» Уильяма Шекспира (миссис Пейдж).
На протяжении долгих лет была одной из ведущих актрис театра «Современник». С 2010 года продолжает принимать участие в спектаклях театра, но уже в качестве приглашённой актрисы.

## Семья
- Муж — Олег Михайлович Осипов, режиссёр, сценарист.
- Дочь Наталья, выпускница ВГИКа, кинокритик. Занимается дистрибуцией иностранных фильмов.
- Сын Роман, студент института радио и телевидения[4].

## Творчество

### Роли в театре

#### Московский государственный театр «Современник»
- 1979 — «Вечно живые» В. Розова — Аграфена Ивановна Аносова
- 1979 — «Вкус черешни» — Женщина
- 1980 — «Дороже жемчуга и злата» — Грета / Весна / Осень
- 1980 — «А поутру они проснулись» В. Шукшина — жена соседа
- 1981 — «Мы не увидимся с тобой» — Нина
- 1981 — «Эшелон» — Ирина
- 1981 — «Кабала святош» Мольера — Ренэ
- 1982 — «Принцесса и дровосек» — Принцесса
- 1982 — «Три сестры» А. Чехова — Ольга
- 1982 — «Любовь и голуби» В. Гуркина — Люда
- 1983 — «Команда» — Маша Пыжова
- 1983 — «Ревизор» Н. Гоголя — Марья Антоновна
- 1983 — «Восточная трибуна» — Вера Семенихина
- 1985 — «Навеки девятнадцатилетние» — Тамара
- 1988 — «Звёзды на утреннем небе» — Анна
- 1988 — «Мелкий бес» Ф. Сологуба — Софья Переполовенская
- 1989 — «Крутой маршрут» — Анна Большая
- 1994 — «Пигмалион» Б. Шоу — Миссис Пирс
- 1995 — «Виндзорские насмешницы» Шекспира — миссис Пейдж
- 1996 — «Мы едем, едем, едем…» Н. Коляды — Нина
- 1997 — «Аномалия» — Нина Реут
- 2001 — «Три сестры» А. Чехова — Ольга
- 2002 — «Селестина» — Элисия
- 2003 — «Мамапапасынсобака» — воин

#### Театр Антона Чехова
- 1997 — «Вишнёвый сад» по одноимённой пьесе А. П. Чехова. Режиссёр: Леонид Трушкин — Шарлотта Ивановна
- 2004 — «Всё как у людей» по пьесе Марка Камолетти. Режиссёр: Леонид Трушкин — Жаклин[5]

#### МХТ имени А. П. Чехова
- 2001 — «Старосветские помещики» по пьесе Николая Коляды по мотивам одноимённой повести Н. В. Гоголя. Режиссёр: Валерий Фокин — Явдоха

#### Независимый театральный проект
- 2010 — «Девочки из календаря[англ.]»[6] по пьесе Тима Фёрта[англ.] — Крис

#### Антреприза
- 2024 — «Иллюзия счастья» по пьесе «Тектоника чувств» Эрика-Эммануэля Шмитта, режиссёр — Павел Сафонов

### Фильмография
- 1978 — Помолвка в Боготоле (короткометражный) —
- 1980 — Спасатель — Лика, подруга Аси Веденеевой[7]
- 1983 — Будни прораба Зорина (короткометражный) —
- 1983 — Иона, или Художник за работой (короткометражный) —
- 1985 — Следствие ведут ЗнаТоКи. Полуденный вор — Татьяна, подруга Раисы Глазуновой
- 1985 — Человек с аккордеоном — эпизод
- 1986 — Топинамбуры — Мария Васильевна, мать Мишки
- 1986 — Зонтик для новобрачных — Лида, подруга Веры Ивановны
- 1987 — Загадка. Разгадка (фильм-спектакль) — Галина Петровна
- 1988 — Долой коммерцию на любовном фронте, или Услуги по взаимности — Галина Дёмина
- 1988 — Где находится нофелет? — подруга Марины
- 1988 — Загадочный наследник — Роза
- 1988 — Эшелон (фильм-спектакль) — Ирина дочь Галины Дмитриевны
- 1989 — Я в полном порядке — Маргарита Павловна Крылова
- 1989 — А был ли Каротин? — Анна Штурм
- 1989 — Дежа вю — товарищ Клара Ивановна Глушко, комсомолка, активистка, гид «Профессора»
- 1989 — Свой крест — женщина из сна
- 1989 — Мы везём с собой кота — Вера
- 1990 — Сукины дети — жена актёра театра Тюнина
- 1990 — И возвращается ветер… — Манечка, тётя из Америки
- 1990 — Долой огуречного короля (телеспектакль) — Лизель Хогельман
- 1990 — Параня — Параня
- 1991 — Бесконечность — жена покупателя
- 1992 — Глаза — Фатима
- 1992 — Ноев ковчег — мать героини
- 1992 — Коля, Зина и «Каёдза» — Зина
- 1993 — Настя — Антонина Плотникова, мать Насти
- 1993 — Благотворительный бал — дама, устроительница благотворительного бала
- 1993 — Пистолет с глушителем — «Колька»
- 1994 — Незабудки — дворник
- 1994 — Аксёнушка —
- 1994 — Жизнь и необычайные приключения солдата Ивана Чонкина — Зинаида Волкова
- 1995 — Орёл и решка — Клавдия Климова, больная из палаты № 16
- 1995 — Трамвай в Москве (короткометражный) — работница трамвайного депо
- 1997 — Вор — Варвара, одна из соседок по коммуналке
- 1999 — Убей меня, голубчик — Акулина
- 2000 — Свадьба — мать Мишки Крапивина
- 2001 — Лавина — Муза, музыкант
- 2002 — Теория запоя — тёща
- 2002 — Шукшинские рассказы (новелла «Другая жизнь») — Полина
- 2002 — Next 2 — Елизавета Михайловна
- 2003 — Next 3 — Елизавета Михайловна
- 2003 — Криминальное танго — гадалка
- 2003 — С Новым годом! С новым счастьем! — проводник
- 2003 — Пятый ангел — Таисия Григорьевна, секретарь главного редактора московской газеты Антона Степановича
- 2003 — Я тебя люблю — Эмма Снегина, писатель
- 2003 — Бальзаковский возраст, или Все мужики сво… — Бетти Абрамовна, вторая жена отца Веры
- 2004 — Водитель для Веры — тётка Веры
- 2004 — Клоунов не убивают — Валерия Якубович, бомж
- 2005 — Дело о «Мёртвых душах» — Пульхерия Ивановна
- 2005 — Не родись красивой — администратор ЗАГСа
- 2006 — Большие девочки — Ирина Львовна Петровская-Мышкина[8]
- 2006 — Мамапапасынсобака (фильм-спектакль) — воин / большой мальчик / «папа»
- 2006 — Молодой Волкодав — мать Каттая
- 2006 — Важнее, чем любовь — Бэлла, подруга Лилии
- 2006 — Вишнёвый сад (фильм-спектакль) — Шарлотта Ивановна, гувернантка
- 2006 — Большая любовь — Сюзанна Павловна, сваха
- 2006 — Осторожно, блондинки! —
- 2007 — Бывшая — Инна Андреевна Полянская, автор дамских романов, мать Льва Полянского
- 2007 — Всё возможно — Элеонора
- 2007 — Спартакиада. Локальное потепление — Ида Цезаревна
- 2007 — Защита против — Виолетта, соседка Вадима и Лены по коммуналке
- 2008 — Неидеальная женщина — мать Валерия
- 2008 — Крутой маршрут (фильм-спектакль) — Аня большая
- 2008 — Неидеальная женщина — мать Валерия
- 2008 — При чужих свечах (не был завершён) —
- 2008 — Посёлок — Дуся, сплетница
- 2008 — Улыбка Бога, или Чисто одесская история — Изольда Романовна, начальник ЗАГСа
- 2009 — Ранетки — Татьяна Петрова, бывшая жена Юрия Петрова, мать Виолетты и Антонины Петровых, невеста Николая Савченко
- 2009 — В погоне за счастьем — Лариса Потапова, москвичка, приютившая Катю
- 2009 — Крем — Евгения Петровна, мама Лизы Чайкиной
- 2009 — Выхожу тебя искать — Цветкова
- 2009 — Воронины (1-й и 18-й сезоны, серии № 7 и № 392) — Тамара Николаевна, парикмахер и хозяйка бульдога Людвига / Жанна, «бабушка-оторва» в больнице, новая подруга Галины Ивановны
- 2009 — Брак по завещанию — Ядвига, квартирная хозяйка Александры
- 2009—2017 — Одна за всех (8 сезон) — Тамара Викторовна, мать Сергея
- 2010 — Вдовий пароход — Ада Ефимовна Ульская, опереточная певица, соседка Анфисы по коммунальной квартире
- 2010 — Ранетки: Последний аккорд — Татьяна Петрова, бывшая жена Юрия Петрова, мать Виолетты и Антонины Петровых, невеста Николая Савченко
- 2010 — Такая обычная жизнь — Ада, тётя Ирины
- 2010 — Сыщик Самоваров — Вера Герасимовна, вахтёр в музее
- 2010 — Дворик — Слава
- 2010 — Москва. Центральный округ 3 (фильм № 15 «Семейное дело») — Зорина
- 2010 — Журов 2 (серии № 13-14 «122 сантиметра») — Галина Ниловна, менеджер по уборке в ДЮСШ «Колчан» города Задольска
- 2010 — Гаражи (серия № 7 «Любовники поневоле») — Тамара, парикмахер, коллега Люси
- 2010 — Олимпийская деревня — Рита
- 2011 — Мужчина во мне — Инна Андреевна Полянская, автор дамских романов, мать Льва Полянского, свекровь Александры
- 2011 — Домработница — Людмила, тётя Вари
- 2011 — Брак по завещанию: Возвращение Сандры — Ядвига
- 2011 — Молодожёны — Надежда, мать Стаса Спиридонова
- 2011 — Хозяйка моей судьбы — Тася, подруга умершей матери сестёр
- 2011 — Новости — Марина Владимировна, кандидат на роль матери Глеба
- 2011 — Фурцева — Фима, сестра Богуславского
- 2012 — Счастливы вместе — Лаура Ларионовна, новая хозяйка магазина, где работает Гена, и хозяйка косметического салона, где работают Даша и Лена
- 2012 — Светофор (5-й, 6-й и 9-й сезоны) — Дина Геннадьевна Калачёва, мать Паши
- 2012 — Новогодний переполох — Зинаида Павловна, мать Татьяны
- 2012 — Люблю, потому что люблю (Украина) — Анна Степановна Зорина, главный бухгалтер базы отдыха «Радуга» в приморском городке
- 2012 — Васильки для Василисы — Жанна, мать Василия
- 2012 — Белый мавр — Клара Самуиловна, мать Вики
- 2012 — Последнее дело Казановы — Ангелина, тётя Инги
- 2012 — Яблочный спас — тётя Зина
- 2012 — Уравнение любви — Сёма, соседка Татьяны по комнате в общежитии
- 2012 — Не плачь по мне, Аргентина! — мать Маши
- 2012 — Однолюбы — Прасковья Ивановна, тёща Петра Яхонтова
- 2013 — Думай как женщина — Мария Ивановна, мать Евгения Новикова
- 2013 — Братья по обмену — Елена Дмитриевна, домоправительница
- 2013 — Брак по завещанию. Танцы на углях — Ядвига
- 2013 — Легальный допинг — Марина Геннадьевна Попова
- 2013 — Сила Веры — Тамара Ивановна, мать Веры
- 2013 — Торговый центр — Софья Алексеевна Шнайдер
- 2013 — Пятый этаж без лифта — Зинаида Сергеевна, мать Симы
- 2013 — Пять вечеров (фильм-спектакль) — Зоя
- 2013 — Два отца и два сына — Кира Владимировна, режиссёр сериала «Майор Лавров»
- 2014 — Линия Марты — Марта Андреевна Олейникова, блокадница
- 2014 — Деффчонки (серия № 69) — мать Екатерины Павловны Швиммер («Палны»)
- 2014 — Подарок с характером — Светлана Дмитриевна
- 2014 — Учителя — мать Арсения
- 2015 — Жизнь только начинается — Роза Наумовна, мать Толика
- 2015 — Между нами девочками — Ираида Степановна Кузнецова, исполнительница романсов и народных песен в филармонии провинциального городка Тетюшева, мать Елены и бабушка Олеси[9]
- 2015 — Королева красоты — Вера Ивановна Нечаева, тётя Марианны
- 2015 — Красная королева — Лилия Юрьевна
- 2015 — Орлова и Александров — актриса
- 2015 — Опекун — Нина Борисовна, мать Ольги
- 2015 — Рождённая звездой — Тамара Васильевна, мать Павла Александровича Шеховского
- 2015 — Людмила Гурченко — Клавдия Петровна, квартирная хозяйка
- 2016 — Гардеробщица (короткометражный) — Галина Александровна, гардеробщица
- 2016 — Беглые родственники — Нина Викторовна, старшая по подъезду
- 2016 — Интим не предлагать — Нелли Эдуардовна, коллега Маруси
- 2016 — Моя любимая свекровь — Антонина Тарасовна Бутусова, генеральская вдова, мать Ивана Бутусова
- 2016 — Мурка — Платонида, квартирная хозяйка Максима Оттовича Берга
- 2017 — Тайны и ложь — Мария Александровна
- 2017 — Бесстыдники — Элла Сундукова, мать Юлии, сидящая дома из-за агорафобии
- 2017 — Исчезнувшая — Татьяна Васильевна Осипова, мать Лидии Пашковой
- 2017 — Любовь на выживание — Татьяна Ивановна, бабушка Ирины Зайцевой
- 2017 — Моя любимая свекровь 2 — Антонина Тарасовна Бутусова, генеральская вдова, мать Ивана Бутусова
- 2017 — Следствие любви — Кира Семёновна, судмедэксперт
- 2017 — Тайны и ложь — Мария Александровна
- 2017 — Форс-мажор — мать Вити и Любы
- 2018 — Динозавр — Зинаида Павловна Кудринская, эксперт-криминалист
- 2018 — Между нами девочками 2 — Ираида Степановна Кузнецова, исполнительница романсов и народных песен в филармонии провинциального городка Тетюшева, мать Елены и бабушка Олеси
- 2018 — Моя любимая свекровь 3 — Антонина Тарасовна Бутусова, генеральская вдова, мать ИванаБутусова
- 2018 — Вопреки судьбе — Изольда, гадалка
- 2018 — Ночная смена — Бэтти Борисовна Слободкина («Би-Би-Си»), учительница
- 2018 — Анатомия убийства (фильм № 2 «Убийственная справедливость») — Гертруда Евдокимовна, домоправительница
- 2019 — Чисто московские убийства 2 — Лилия Павловна, соседка по загородному дому владелицы сети салонов красоты Екатерины Власовой
- 2020 — Погнали (серии № 18, 20 и 21) — Светлана, актриса, мать Аллы Осиной
- 2020 — Патриот — Татьяна, бабушка Кати
- 2020 — Динозавр 2 — Зинаида Павловна Кудринская, эксперт-криминалист
- 2020 — Тёмная сторона света 2 — Ольга Евгеньевна, мать следователя Любы Сторожевой
- 2021 — Бывшие — Дора Гордеевна, мать известного скрипача Яши, свекровь Ольги
- 2021 — Крошка — «Фрекен Бок», воспитательница в детском саду
- 2021 — Некрасивая — мать Раи
- 2021 — Золотой папа — мать Фёдора
- 2021 — Динозавр 3 — Зинаида Павловна Кудринская, эксперт-криминалист
- 2021 — Ищейка 6 — Вера Степановна, мать нового молодого сотрудника уголовного розыска в Геленджике Леонида Сашина
- 2022 — Встречная полоса —
- 2022 — Женщина с котом и детективом —
- 2022 — Просточеловек — Тамара
- 2023 — Родные люди (новелла «Нижний Новгород») — бабушка Артёма

## Признание и награды
- 1997 — почётное звание «Заслуженный артист Российской Федерации» — за заслуги в области искусства[1][2].